# Sonate K. 285
 Allegro
La sonate K. 285 (F.233/L.91) en la majeur est une œuvre pour clavier du compositeur italien Domenico Scarlatti.

## Présentation
La sonate K. 285 en la majeur, notée Allegro, forme une paire avec la sonate suivante. D'une durée d'environ quatre minutes, cette œuvre fait partie des sonates de difficulté intermédiaire du répertoire scarlattien.
La tonalité de la majeur confère à cette sonate un caractère lumineux et expressif, typique du style galant de l'époque. Cette œuvre s'inscrit dans la production monumentale de Scarlatti qui comporte 555 sonates pour clavier.

## Manuscrit
Le manuscrit principal est le numéro 20 du volume V de Venise (1753), copié pour Maria Barbara. Les autres sources manuscrites sont Parme VII 13. Comme pour l'ensemble des sonates de Scarlatti, il n'existe aucun manuscrit autographe de cette œuvre.
Les manuscrits de Venise et de Parme, qui constituent les sources principales de notre connaissance des sonates de Scarlatti, furent ramenés en Italie par le castrat Farinelli, lorsqu'il quitta la cour des Bourbons d'Espagne en 1759, puis acquis respectivement par la bibliothèque de Venise en 1835 et celle de Parme en 1908.

## Interprètes
La sonate K. 285 fait partie du répertoire standard des clavecinistes et pianistes. Elle a été enregistrée notamment par Violaine Cochard au clavecin au Château d'Ampelle. L'œuvre figure dans plusieurs éditions modernes des sonates de Scarlatti et a été enregistrée dans le cadre d'intégrales par de nombreux interprètes.

## Sources
: document utilisé comme source pour la rédaction de cet article.
- Ralph Kirkpatrick (trad. de l'anglais par Dennis Collins), Domenico Scarlatti, Paris, Lattès, coll. « Musique et Musiciens », 1982 (1re éd. 1953 (en)), 493 p. (OCLC 954954205, BNF 34689181).